# عشق، سکس و خیانت ۲
عشق، سکس و خیانت ۲ (به هندی: Love Sex Aur Dhokha 2) (به انگلیسی: Love, sex and betrayal 2) یک فیلم درام آنتولوژی هندی-زبان است که در سال ۲۰۲۴ اکران شد، که کارگردانی فیلم را دیباکار بانرجی بر عهده داشت و نویسندگان آن دیباکار بانرجی، شوبام، پراتیک واتس هستند. در این فیلم پاریتوش تیواری، بونیتا راجپوروهیت، توشار کاپور، اورفی جاوید، سوفی چوداری و سواروپا گوش بازی می‌کنند. این فیلم دنباله‌ای بر فیلم عشق، سکس و خیانت است که در سال ۲۰۱۰ به نمایش درآمد.
این فیلم توسط شبها کاپور و اکتا کاپور تحت نشان بالاجی موشن پیکچرز تهیه شده است. در روز ۱۹ آوریل ۲۰۲۴ در سینماها اکران شد.